# Magda Korotynska
Magda Korotynska, född 1954 i Warszawa, är en polsk-svensk illustratör.
Korotynska flyttade till Sverige 1982 och har mestadels arbetat som barnboksillustratör. Hon har även gjort 2005 års motiv till Hjärt-Lungfondens hjärtepin.

## Priser och utmärkelser
- Ture Sventon-priset Temmelburken 2001